# Präsidentschaftswahl in Ägypten 2023
Die Präsidentschaftswahl in Ägypten 2023 war die Wahl zum Präsidenten Ägyptens für eine neue Amtszeit. Sie fand zwischen dem 10. und dem 12. Dezember 2023 statt.

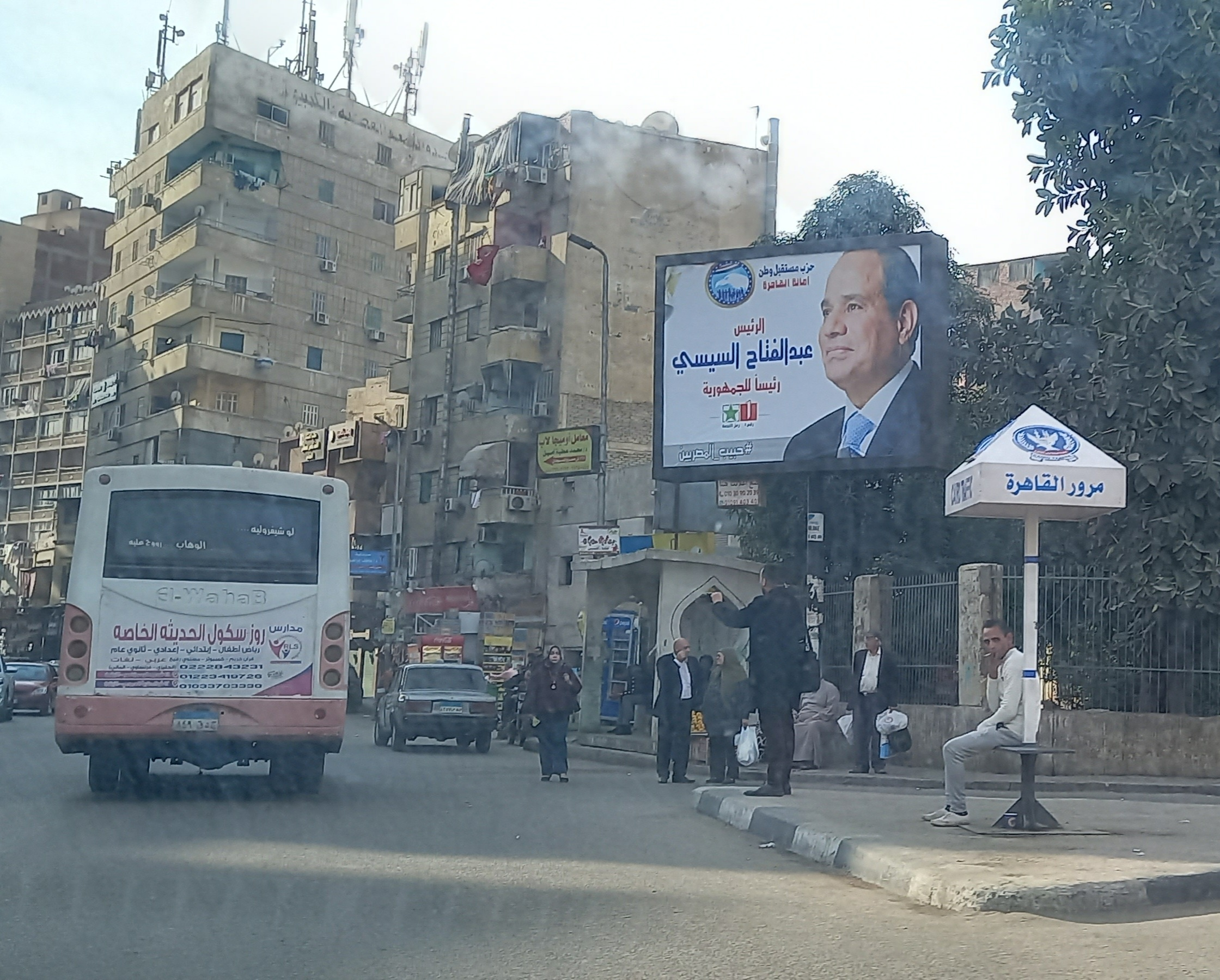
Wahlplakat von as-Sisi, dem Wahlsieger

## Kandidaten
- Zugelassen waren:
  - Der Amtsinhaber Abd al-Fattah as-Sisi. Er war 2013 durch einen Militärputsch an die Macht gekommen und hatte sich daraufhin 2014 und erneut 2018 zum Präsidenten wählen lassen. Ursprünglich wären seine Amtszeiten auf zwei begrenzt gewesen. Eine weitere Kandidatur hatte ihm erst eine Änderung der Verfassung ermöglicht.
  - Farid Zahran von der Ägyptischen Sozialdemokratischen Partei
  - Hazem Omar von der Republikanischen Volkspartei
  - Abdel-Sanad Yamama von der Neuen Wafd-Partei

- Nicht zur Wahl zugelassen wurden:
  - Ahmed Tantawi von der Partei der Würde. Versuche, bis Mitte Oktober die notwendigen Unterschriften von Unterstützern zusammenzubekommen, waren gescheitert.
  - Gameela Ismail von der Verfassungspartei. Sie zog am 11. Oktober 2023 ihre Kandidatur zurück und begründete dies damit, dass sie nicht genügend Unterstützung aus der eigenen Partei bekommen habe.

## Wahlergebnis

Stimmenanteile für el-Sisi nach Gouvernementen:

Am 18. Dezember 2023 gab die ägyptische Wahlbehörde bekannt, dass Sisi 89,6 Prozent der Stimmen bekommen habe. Er könne somit bis mindestens zum Jahr 2030 im Amt bleiben.
| Kandidat                    | Partei                                | Stimmen    | Prozent  |
| --------------------------- | ------------------------------------- | ---------- | -------- |
| Abdel Fattah el-Sisi        | parteilos                             | 39.702.451 | 89,65 %  |
| Hazem Omar                  | Republikanische Volkspartei           | 1.986.352  | 4,49 %   |
| Farid Zahran                | Ägyptische Sozialdemokratische Partei | 1.776.952  | 4,01 %   |
| Abdel-Sanad Yamama          | Neue Wafd-Partei                      | 822.606    | 1,86 %   |
| Gültige Stimmen             | Gültige Stimmen                       | 44.288.361 | 98,91 %  |
| Ungültige/leere Stimmzettel | Ungültige/leere Stimmzettel           | 489.307    | 1,09 %   |
| Stimmen gesamt              | Stimmen gesamt                        | 44.777.668 | 100,00 % |
| Registrierte Wähler         | Registrierte Wähler                   | 67.032.438 | 66,80 %  |